# Valdosta
Valdosta ist eine City und zudem der County Seat des Lowndes County im US-Bundesstaat Georgia mit 55.378 Einwohnern (Stand: Volkszählung 2020). Die Stadt ist der Mittelpunkt der Metropolregion Valdosta.

## Geographie
Valdosta liegt im äußersten Süden Georgias, rund 20 km entfernt von der Grenze zu Florida. Die Stadt liegt rund 120 km nordöstlich von Tallahassee (Florida) sowie etwa 350 km südlich von Atlanta.

## Geschichte
Valdosta wurde am 7. Dezember 1860 gegründet. Die Bewohner hatten ursprünglich im nahen Troupville gewohnt, einer Anlegestelle für Dampfboote am Withlacoochee-Fluss. Als die neue Eisenbahnlinie in sechs Kilometer Entfernung an Troupville vorbei gebaut wurde, zogen die Leute zur Eisenbahn und gründeten dort Valdosta.
Valdosta beherbergt die Valdosta State University, die 1906 als South Georgia State Normal College for Women gegründet wurde.
In Valdosta gibt es den Freizeit-Park „Wild Adventures“.
Doc Holliday besuchte hier die Schule, bevor er in Philadelphia Zahnmedizin studierte.

## Demographische Daten
Laut der Volkszählung von 2010 verteilten sich die damaligen 54.518 Einwohner auf 20.471 bewohnte Haushalte, was einen Schnitt von 2,46 Personen pro Haushalt ergibt. Insgesamt bestehen 22.709 Haushalte.
57,8 % der Haushalte waren Familienhaushalte (bestehend aus verheirateten Paaren mit oder ohne Nachkommen bzw. einem Elternteil mit Nachkomme) mit einer durchschnittlichen Größe von 3,07 Personen. In 30,8 % aller Haushalte lebten Kinder unter 18 Jahren sowie in 20,0 % aller Haushalte Personen mit mindestens 65 Jahren.
27,0 % der Bevölkerung waren jünger als 20 Jahre, 36,1 % waren 20 bis 39 Jahre alt, 19,6 % waren 40 bis 59 Jahre alt und 14,2 % waren mindestens 60 Jahre alt. Das mittlere Alter betrug 27 Jahre. 46,9 % der Bevölkerung waren männlich und 53,1 % weiblich.
43,3 % der Bevölkerung bezeichneten sich als Weiße, 51,1 % als Afroamerikaner, 0,3 % als Indianer und 1,7 % als Asian Americans. 1,7 % gaben die Angehörigkeit zu einer anderen Ethnie und 1,9 % zu mehreren Ethnien an. 4,0 % der Bevölkerung bestand aus Hispanics oder Latinos.
Das durchschnittliche Jahreseinkommen pro Haushalt lag bei 31.199 USD, dabei lebten 33,7 % der Bevölkerung unter der Armutsgrenze.

## Sehenswürdigkeiten
Folgende Objekte sind im National Register of Historic Places gelistet:
| - Barber-Pittman House - Brookwood North Historic District - Carnegie Library of Valdosta - Converse-Dalton House - The Crescent - Crestwood - Dasher High School - East End Historic District | - Fairview Historic District - First Presbyterian Church - Lowndes County Courthouse - North Patterson Street Historic District - Southside Historic District - Sunset Hill Cemetery - Valdosta Commercial Historic District - Valdosta Commercial Historic District (Boundary Increase) |

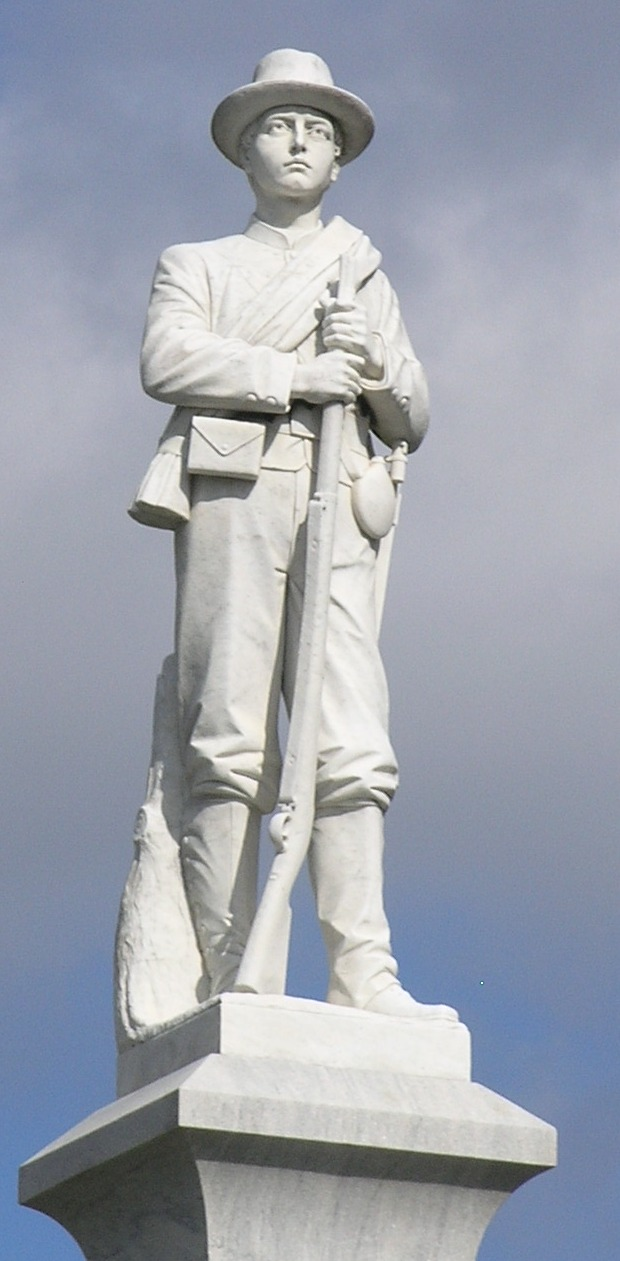
Nahaufnahme der Comrades Statue vor dem County Courthouse
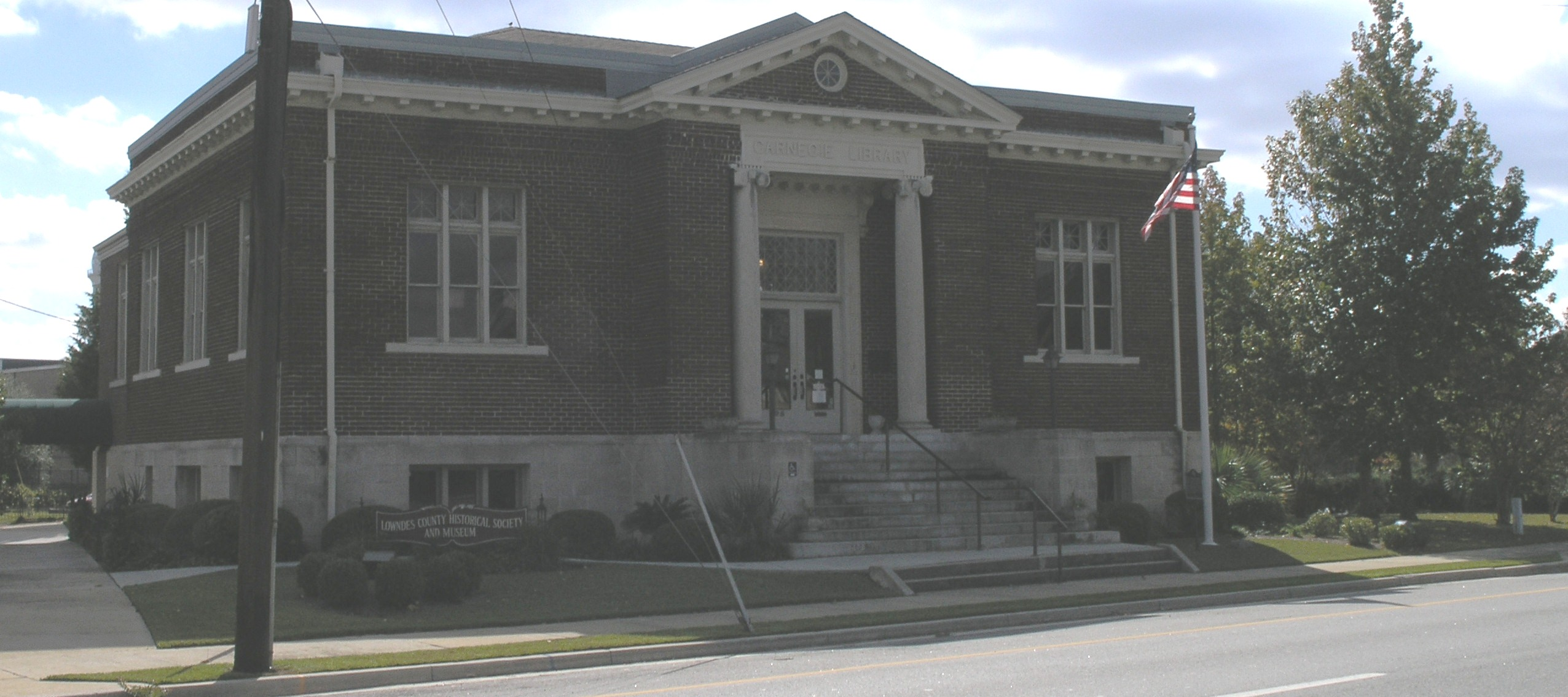
Haus der Historischen Gesellschaft und Museum
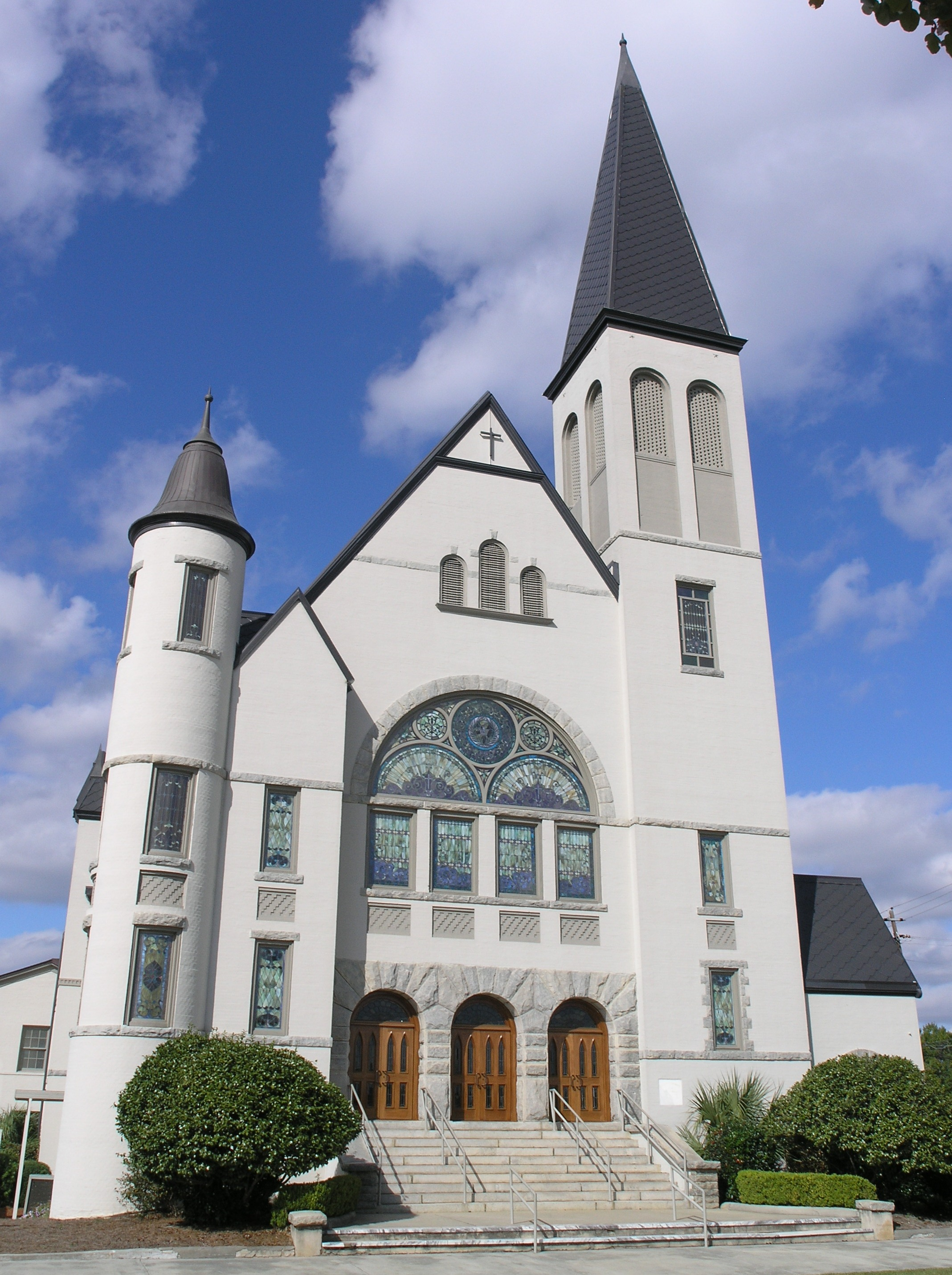
Baptistenkirche
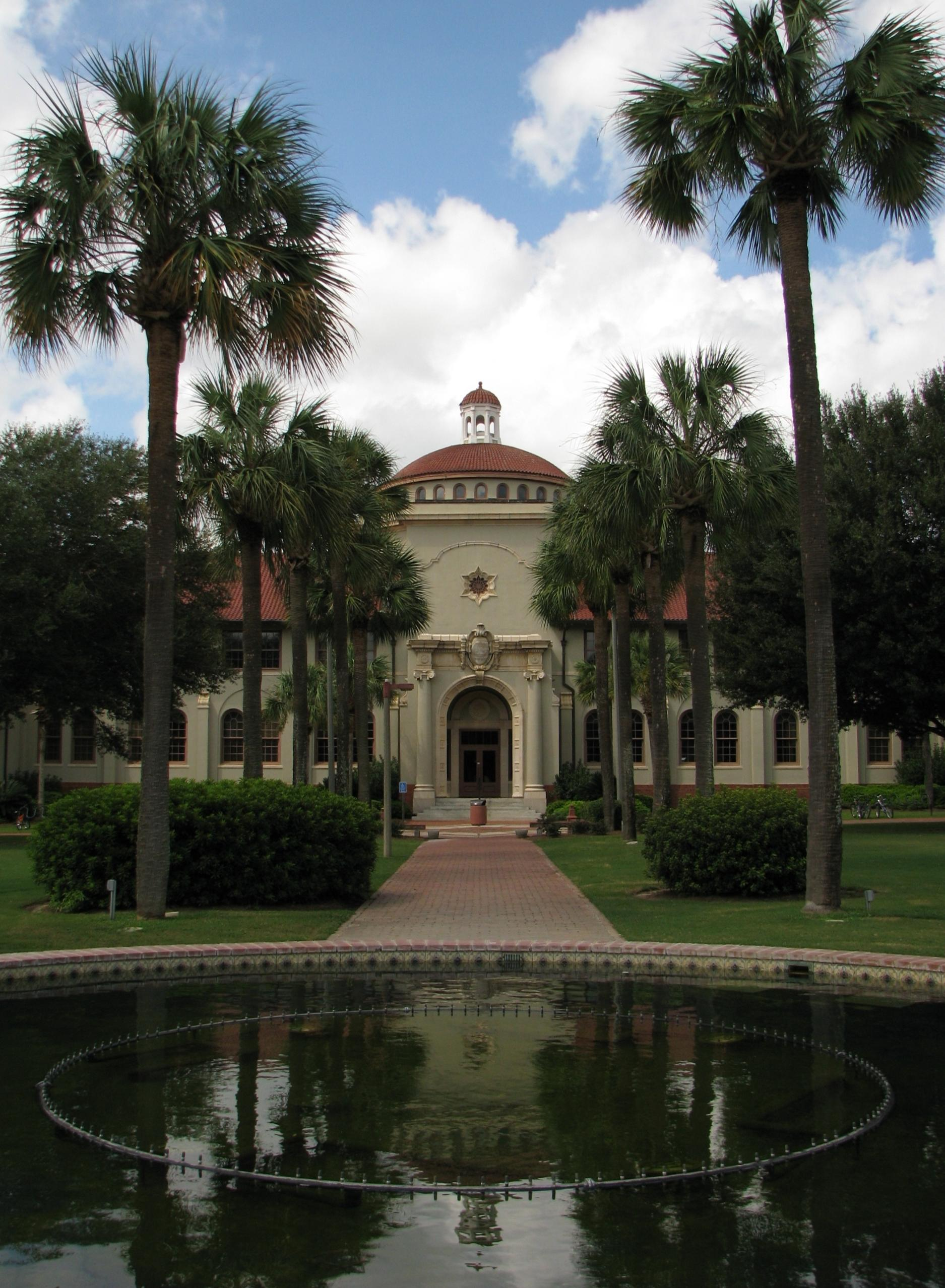
Westhall

## Verkehr
Valdosta wird von der Interstate 75, von den U.S. Highways 41, 84 und 221 sowie von den Georgia State Routes 31, 125 und 133 durchquert. Der nächste Flughafen ist der Valdosta Regional Airport im Süden der Stadt.

## Kriminalität
Die Kriminalitätsrate lag im Jahr 2010 mit 417 Punkten (US-Durchschnitt: 266 Punkte) im überdurchschnittlichen Bereich. Es gab drei Morde, 17 Vergewaltigungen, 81 Raubüberfälle, 169 Körperverletzungen, 856 Einbrüche, 1665 Diebstähle, 112 Autodiebstähle und neun Brandstiftungen.

## Söhne und Töchter der Stadt
- Charlie Norwood (1941–2007), Politiker
- Molefi Kete Asante (* 1942), Autor und Afrozentrist
- Billy Joe Royal (1942–2015), Sänger
- Allen Boyd (* 1945), Farmer, Kriegsveteran und Politiker
- Avery Sharpe (* 1954), Bassist und Komponist
- Bill Hicks (1961–1994), Komiker
- Rhett Akins (* 1969), Country-Sänger und -Songschreiber
- Dominique Simone (* 1971), Pornodarstellerin
- Dexter Daniels (* 1973), American-Football-Spieler
- Frederick House (* 1978), Basketballspieler
- Thomas Rhett (* 1990), Countrysänger
- Telvin Smith (* 1991), American-Football-Spieler
- Kenny Moore II (* 1995), American-Football-Spieler